# Perfluorbutansulfonylfluorid
Perfluorbutansulfonylfluorid (Trivialname: Nonaflylfluorid) ist eine chemische Verbindung aus der Gruppe der Perfluorsulfonylfluoride.

## Gewinnung und Darstellung
Perfluorbutansulfonylfluorid kann durch elektrolytische Fluorierung von Sulfolan (Tetrahydrothiophen-1,1-dioxid) hergestellt werden.

## Eigenschaften
Perfluorbutansulfonylfluorid ist eine farblose Flüssigkeit, die in Wasser hydrolysiert.

## Verwendung
Perfluorbutansulfonylfluorid ist ein weit verbreitetes Reagenz für die Synthese von Nonaflaten (Nonafluorbutansulfonaten) wie der Perfluorbutansulfonsäure sowie anderen chemischen Verbindungen.